# Gaafaru
Cette page contient des caractères et des mots thâna comme ހ ou ފ. En cas de problème, consultez l’article Thâna ou testez votre navigateur.
Gaafaru, en divehi ގާފަރު, est un atoll des Maldives. Ses 1 135 habitants se répartissent sur l'île de Gaafaru, celle de Velifaru étant inhabitée. Les terres émergées représentent 0,19 km2 sur les 88,05 km2 de superficie totale de l'atoll, lagon inclus.